# スチュアート・フリードマン
スチュアート・ジェイ・フリードマン（Stuart Jay Freedman、1944年1月13日 - 2012年11月10日）はアメリカ合衆国の物理学者。核および素粒子物理学、特に弱い相互作用への貢献や大学院時の研究でジョン・クラウザーとともにベルの不等式の実験を行ったことで有名。
UCバークレーではEugene Comminsの下で大学院生であり、そこでは大学院生スティーブン・チューとともに研究していた。2001年米国科学アカデミー会員に選出、2007年トム・W・ボナー原子核物理学賞を受賞した。
彼の貢献を記念して、アメリカ物理学会がスチュアート・ジェイ・フリードマン賞実験核物理学部門を設立している。